# دوري الدرجة الأولى الأرجنتيني 1907
دوري الدرجة الأولى الأرجنتيني 1907 (بالإسبانية: Campeonato de Primera División 1907)‏ هو الموسم 16 من دوري الدرجة الأولى الأرجنتيني. أشرف على تنظيمه اتحاد الأرجنتين لكرة القدم، وكان عدد الأندية المشاركة فيه 11، وفاز فيه Alumni Athletic Club ‏.